# Albert Alexandrowitsch Malgin
Albert Alexandrowitsch Malgin (russisch Альберт Александрович Мальгин; * 1. September 1966 in Perm, Russische SFSR) ist ein ehemaliger russischer Eishockeyspieler, der als Stürmer spielte. Seit der Saison 2024/25 ist er Cheftrainer des EHC Wetzikon.

## Karriere
Albert Malgin begann seine Karriere als Eishockeyspieler bei Molot-Prikamje Perm, für die er von 1984 bis 1988 in der Wysschaja Liga, der damaligen ersten sowjetischen Spielklasse, aktiv war. Anschließend wechselte er zu Chimik Woskressensk, für die er die folgenden vier Jahre lang ebenfalls erstklassig spielte. In der Saison 1992/93 spielte der Angreifer erstmals im Ausland, als er vom HK Acroni Jesenice aus der Slowenischen Eishockeyliga verpflichtet wurde. Nach der Spielzeit unterschrieb er einen Vertrag in der Schweizer Nationalliga B, in der er anschließend zwei Jahre lang für den EHC Chur, sowie eine Spielzeit lang für den EHC Biel auf dem Eis stand. 
Nachdem Malgin die Saison 1996/97 erneut bei EHC Chur begonnen hatte, schloss er sich dem EHC Olten an, für den er bis 2006 in der NLB auflief. Nur während der Saison 1999/2000 absolvierte der Russe zwölf Spiele für die Revierlöwen Oberhausen in der Deutschen Eishockey Liga sowie während der Saison 2004/05 zwei Spiele in der NLB für den HC Ajoie. Die Saison 2005/06 beendete der Center bei Oltens Ligarivalen, dem SC Langenthal. Daraufhin beendete er seine Karriere als Spieler im Alter von 40 Jahren. 
Vor der Saison 2007/08 erhielt Malgin einen Vertrag als Assistenztrainer beim NLB-Club EHC Biel, für den er in dieser Spielzeit noch einmal in einem Spiel auf dem Eis stand, da sich ein Spieler mit Ausländerlizenz verletzt hatte.

## Erfolge und Auszeichnungen
- 1993 All-Star-Team der Slowenischen Eishockeyliga
- 2003 Top Scorer der Nationalliga B
- 2003 Meiste Vorlagen in der Nationalliga B